# 나가시비나

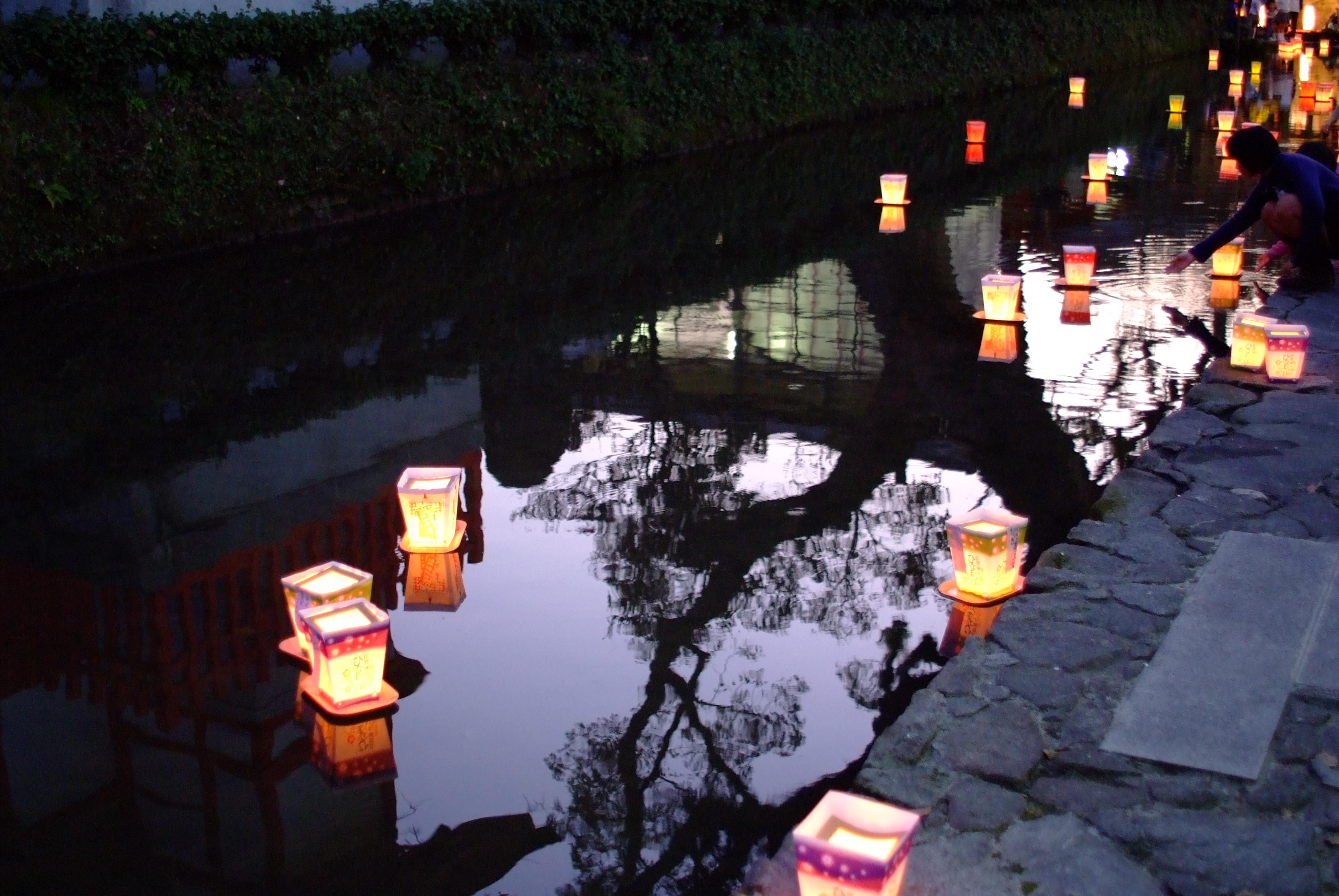
사가 신사의 나가시비나

나가시비나(일본어: 流し雛 나가시비나[*])는 히나마쓰리의 토대가 되었다고하는 일본의 행사이다. 현재에도 행해지는 지역이 있다.